# Orelsan

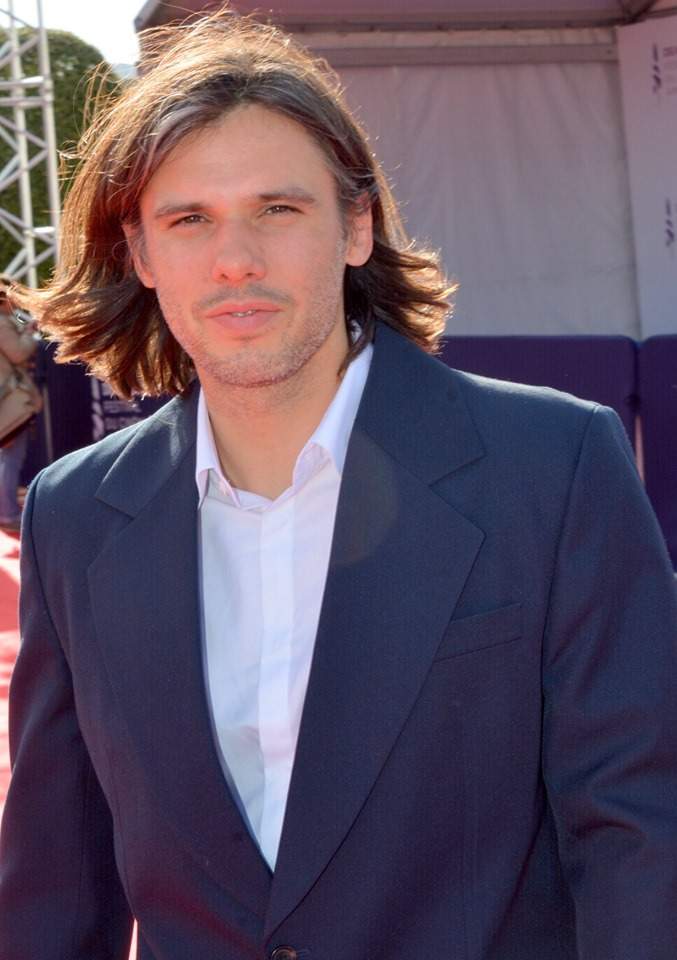
Orelsan (2019)

Orelsan (* 1. August 1982 in Alençon; eigentlicher Name Aurélien Cotentin) ist ein französischer Rapper und Schauspieler.

## Bandgeschichte
Aurélien Cotentin ging in Caen zur Schule. Er begann zu rappen und gab sich den Namen Orelsan, wobei Orel die Kurzform seines Vornamens und san, die japanische Endung für „Herr“, eine Anspielung auf seine Vorliebe für Mangas war. Mit 17 Jahren traf er Guillaume Tranchant alias Gringe. Sie gründeten das Hip-Hop-Duo Casseurs Flowters und veröffentlichten zwei Mixtapes.
Danach ließen die beiden das gemeinsame Projekt schleifen und Orelsan begann mit Soloveröffentlichungen. Ab 2007 veröffentlichte er eigene Songs und 2009 debütierte er erfolgreich mit seinem ersten Album Perdu d'avance in Frankreich und Belgien in den Charts. 2011 hatte er dann mit RaelSan seinen ersten Singlehit und das folgende zweite Album Le chant des sirènes erreichte Platz drei in Frankreich und hielt sich fast eineinhalb Jahre in den Top 200. Auch in der Schweiz und in Belgien war er damit erfolgreich. Dort wurde auch Stromae auf ihn aufmerksam und lud ihn zu einem Gastbeitrag auf seinem Album Racine carrée ein. Der gemeinsame Song AVF (Allez-vous faire) kam ebenfalls in die Charts.
Über die Jahre war die Zusammenarbeit mit Gringe nie abgerissen und 2013 beschlossen die beiden, Casseurs Flowters wieder aufleben zu lassen und veröffentlichten das gemeinsame Album Orelsan et Gringe sont les Casseurs Flowters.
Orelsan spielt gelegentlich in Filmen mit, so war er 2015 in Endlich frei und 2020 in Felicità in kleinen Rollen zu sehen.

## Diskografie

### Studioalben
| Jahr | Titel Musiklabel                                                               | Höchstplatzierung, Gesamtwochen, AuszeichnungChartplatzierungen (Jahr, Titel, Musiklabel, Platzierungen, Wochen, Auszeichnungen, Anmerkungen) | Höchstplatzierung, Gesamtwochen, AuszeichnungChartplatzierungen (Jahr, Titel, Musiklabel, Platzierungen, Wochen, Auszeichnungen, Anmerkungen) | Höchstplatzierung, Gesamtwochen, AuszeichnungChartplatzierungen (Jahr, Titel, Musiklabel, Platzierungen, Wochen, Auszeichnungen, Anmerkungen) | Höchstplatzierung, Gesamtwochen, AuszeichnungChartplatzierungen (Jahr, Titel, Musiklabel, Platzierungen, Wochen, Auszeichnungen, Anmerkungen) | Anmerkungen                              | [↑]: gemeinsam behandelt mit vorhergehendem Eintrag; [←]: in beiden Charts platziert |
| Jahr | Titel Musiklabel                                                               | FR | BEW | BEF | CH | Anmerkungen                              |                                                                                      |
| ---- | ------------------------------------------------------------------------------ | --- | --- | --- | --- | ---------------------------------------- | ------------------------------------------------------------------------------------ |
| 2009 | Perdu d’avance 7th Magnitude / Wagram Music                                    | FR20 Platin · (26 Wo.)FR | BEW64 (32 Wo.)BEW | — | — | Erstveröffentlichung: 20. Februar 2009   |                                                                                      |
| 2011 | Le chant des sirènes 7th Magnitude / Wagram Music                              | FR3 ×3Dreifachplatin · (77 Wo.)FR | BEW10 (132 Wo.)BEW | — | CH32 (3 Wo.)CH | Erstveröffentlichung: 26. September 2011 |                                                                                      |
| 2017 | La fête est finie 7th Magnitude / Wagram Music                                 | FR1 ×2Doppeldiamant · (116 Wo.)FR | BEW1 Gold · (… Wo.)BEW | BEF36 (8 Wo.)BEF | CH2 (31 Wo.)CH | Erstveröffentlichung: 20. Oktober 2017   |                                                                                      |
| 2018 | La fête est finie – Epilogue 7th Magnitude / Wagram Music                      | FR95 (1 Wo.)FR | — | — | CH17 (7 Wo.)CH | Erstveröffentlichung: 16. November 2018  |                                                                                      |
| 2021 | Civilisation 7th Magnitude / Wagram Music                                      | FR1 Diamant · (… Wo.)FR | BEW1 (… Wo.)BEW | BEF11 (14 Wo.)BEF | CH2 (65 Wo.)CH | Erstveröffentlichung: 19. November 2021  |                                                                                      |
| 2022 | Civilisation Perdue 7th Magnitude / Wagram Music[FR: ↑][BEW: ↑][BEF: ↑][CH: ↑] | FR1 Diamant · (… Wo.)FR | BEW1 (… Wo.)BEW | BEF11 (14 Wo.)BEF | CH2 (65 Wo.)CH | Erstveröffentlichung: 28. Oktober 2022   |                                                                                      |

### Singles
| Jahr | Titel Album                                               | Höchstplatzierung, Gesamtwochen, AuszeichnungChartplatzierungen (Jahr, Titel, Album, Platzierungen, Wochen, Auszeichnungen, Anmerkungen) | Höchstplatzierung, Gesamtwochen, AuszeichnungChartplatzierungen (Jahr, Titel, Album, Platzierungen, Wochen, Auszeichnungen, Anmerkungen) | Höchstplatzierung, Gesamtwochen, AuszeichnungChartplatzierungen (Jahr, Titel, Album, Platzierungen, Wochen, Auszeichnungen, Anmerkungen) | Anmerkungen                                          |
| Jahr | Titel Album                                               | FR | BEW | CH | Anmerkungen                                          |
| --- | --------------------------------------------------------- | --- | --- | --- | ---------------------------------------------------- |
| 2011 | RaelSan Le chant des sirènes                              | FR77 (1 Wo.)FR | — | — | Erstveröffentlichung: 30. Mai 2011                   |
| 2011 | Plus rien ne m’étonne Le chant des sirènes                | FR46 (2 Wo.)FR | — | — | Erstveröffentlichung: 25. Juli 2011                  |
| 2011 | Suicide Social Le chant des sirènes                       | FR53 (7 Wo.)FR | — | — | Erstveröffentlichung: 15. September 2011             |
| 2011 | La terre est ronde Le chant des sirènes                   | FR9 (45 Wo.)FR | BEW15 (21 Wo.)BEW | — | Erstveröffentlichung: 24. Dezember 2011              |
| 2012 | Ils sont cools Le chant des sirènes                       | FR66 (20 Wo.)FR | — | — | Erstveröffentlichung: 22. Juni 2012 feat. Gringe     |
| 2017 | Basique La fête est finie                                 | FR2 Diamant · (57 Wo.)FR | BEW10 (9 Wo.)BEW | CH69 (2 Wo.)CH | Erstveröffentlichung: 21. September 2017             |
| 2018 | La pluie La fête est finie                                | FR11 Diamant · (47 Wo.)FR | BEW2 (18 Wo.)BEW | — | Erstveröffentlichung: 23. Februar 2018 feat. Stromae |
| 2018 | Rêves bizarres La fête est finie – Epilogue               | FR1 Diamant · (31 Wo.)FR | BEW1 (6 Wo.)BEW | CH15 (3 Wo.)CH | Erstveröffentlichung: 14. November 2018 feat. Damso  |
| 2021 | L’odeur de l’essence Civilisation                         | FR1 Diamant · (28 Wo.)FR | BEW4 (7 Wo.)BEW | CH19 (3 Wo.)CH | Erstveröffentlichung: 17. November 2021              |
| Folgende Lieder erschienen nicht als Single, wurden aber durch das Album zum Download und Streaming bereitgestellt und konnten somit eine Platzierung erlangen: |                                                           | | | |                                                      |
| |                                                           | | | |                                                      |
| 2011 | Si seul Le chant des sirènes                              | FR176 (1 Wo.)FR | — | — |                                                      |
| 2017 | Défaite de famille La fête est finie                      | FR3 Diamant · (34 Wo.)FR | — | CH40 (2 Wo.)CH |                                                      |
| 2017 | San La fête est finie                                     | FR4 Diamant · (25 Wo.)FR | — | CH38 (2 Wo.)CH |                                                      |
| 2017 | Zone La fête est finie                                    | FR5 Platin · (14 Wo.)FR | — | — | feat. Nekfeu & Dizzee Rascal                         |
| 2017 | La fête est finie                                         | FR6 Diamant · (20 Wo.)FR | — | — |                                                      |
| 2017 | Christophe La fête est finie                              | FR8 Platin · (18 Wo.)FR | — | — | feat. Maître Gims                                    |
| 2017 | Notes pour trop tard La fête est finie                    | FR9 Diamant · (22 Wo.)FR | — | CH42 (1 Wo.)CH | feat. Ibeyi                                          |
| 2017 | Tout va bien La fête est finie – Epilogue                 | FR12 Diamant · (35 Wo.)FR | — | — |                                                      |
| 2017 | Paradis La fête est finie                                 | FR13 Diamant · (17 Wo.)FR | — | — |                                                      |
| 2017 | Quand Est-Ce Que Ça S’Arrête La fête est finie            | FR14 Platin · (15 Wo.)FR | — | — |                                                      |
| 2017 | Bonne Meuf La fête est finie                              | FR15 Platin · (12 Wo.)FR | — | — |                                                      |
| 2017 | La Lumière La fête est finie                              | FR16 Gold · (9 Wo.)FR | — | — |                                                      |
| 2017 | Dans ma ville, on traîne La fête est finie                | FR18 Platin · (9 Wo.)FR | — | — |                                                      |
| 2018 | La famille, la famille La fête est finie – Epilogue       | FR13 (4 Wo.)FR | — | CH98 (1 Wo.)CH |                                                      |
| 2018 | Adieu les filles La fête est finie – Epilogue             | FR14 Gold · (3 Wo.)FR | — | CH100 (1 Wo.)CH |                                                      |
| 2018 | Epilogue (La fête est finie) La fête est finie – Epilogue | FR15 Gold · (3 Wo.)FR | — | — |                                                      |
| 2018 | Mes grands-parents La fête est finie – Epilogue           | FR17 (3 Wo.)FR | — | — |                                                      |
| 2018 | Fantômes La fête est finie – Epilogue                     | FR19 (2 Wo.)FR | — | — |                                                      |
| 2018 | Tout ce que je sais La fête est finie – Epilogue          | FR21 (3 Wo.)FR | — | — | feat. Ybn Cordae                                     |
| 2018 | Excuses ou mensonges La fête est finie – Epilogue         | FR24 (2 Wo.)FR | — | — |                                                      |
| 2018 | Discipline La fête est finie – Epilogue                   | FR27 (2 Wo.)FR | — | — |                                                      |
| 2018 | Dis-moi La fête est finie – Epilogue                      | FR28 Gold · (2 Wo.)FR | — | — |                                                      |
| 2018 | Tout va bien La fête est finie – Epilogue                 | FR53 (1 Wo.)FR | — | — | feat. Eugy & Kojo Funds                              |
| 2021 | La quête Civilisation                                     | FR2 Diamant · (84 Wo.)FR | BEW6 (30 Wo.)BEW | CH20 (2 Wo.)CH |                                                      |
| 2021 | Du propre Civilisation                                    | FR3 Diamant · (36 Wo.)FR | — | CH25 (2 Wo.)CH |                                                      |
| 2021 | Shonen Civilisation                                       | FR4 Platin · (22 Wo.)FR | — | — |                                                      |
| 2021 | Jour meilleur Civilisation                                | FR1 Diamant · (73 Wo.)FR | BEW27 (7 Wo.)BEW | — |                                                      |
| 2021 | Seul avec du monde autour Civilisation                    | FR6 Platin · (16 Wo.)FR | — | — |                                                      |
| 2021 | Casseurs flowters infinity Civilisation                   | FR7 Platin · (15 Wo.)FR | — | — |                                                      |
| 2021 | Rêve mieux Civilisation                                   | FR8 Gold · (10 Wo.)FR | — | — |                                                      |
| 2021 | Baise le monde Civilisation                               | FR10 Gold · (9 Wo.)FR | — | — |                                                      |
| 2021 | Bébéboa Civilisation                                      | FR11 Gold · (10 Wo.)FR | — | — |                                                      |
| 2021 | Manifeste Civilisation                                    | FR12 Gold · (6 Wo.)FR | — | — |                                                      |
| 2021 | Ensemble Civilisation                                     | FR15 Platin · (11 Wo.)FR | — | — | feat. Skread                                         |
| 2021 | Civilisation                                              | FR16 Gold · (7 Wo.)FR | — | — |                                                      |
| 2021 | Athéna Civilisation                                       | FR17 Platin · (19 Wo.)FR | — | — |                                                      |
| 2021 | Dernier verre Civilisation                                | FR18 Gold · (5 Wo.)FR | — | — | feat. The Neptunes                                   |
| 2022 | Évidemment Civilisation Perdue                            | FR4 Platin · (29 Wo.)FR | BEW10 Gold · (17 Wo.)BEW | CH65 (1 Wo.)CH | mit Angèle                                           |
| 2022 | Juste un dernier Civilisation Perdue                      | FR23 (2 Wo.)FR | — | — |                                                      |
| 2022 | Les aventures de MiniSan Civilisation Perdue              | FR26 (1 Wo.)FR | — | — |                                                      |
| 2022 | Ok... Super... Civilisation Perdue                        | FR28 (2 Wo.)FR | — | — |                                                      |
| 2022 | Intro Civilisation Perdue Civilisation Perdue             | FR34 (1 Wo.)FR | — | — |                                                      |
| 2022 | Ah la France Civilisation Perdue                          | FR35 (1 Wo.)FR | — | — |                                                      |
| 2022 | Toujours perdu quand même Civilisation Perdue             | FR38 (1 Wo.)FR | — | — |                                                      |
| 2022 | Point de rupture Civilisation Perdue                      | FR39 (1 Wo.)FR | — | — |                                                      |
| 2022 | On a gagné Civilisation Perdue                            | FR42 (1 Wo.)FR | — | — |                                                      |
| 2022 | Nous contre le monde Civilisation Perdue                  | FR50 (1 Wo.)FR | — | — |                                                      |

Weitere Singles
- 2007: Ramen
- 2007: Saint Valentin (feat. Gringe)
- 2007: Sale pute
- 2008: Changement
- 2008: No Life
- 2009: Different
- 2009: La peur de l’echec
- 2010: N’importe comment (feat. Toxic Avenger)
- 2011: Double vie

### Gastbeiträge
| Jahr | Titel Album                                   | Höchstplatzierung, Gesamtwochen, AuszeichnungChartplatzierungen (Jahr, Titel, Album, Platzierungen, Wochen, Auszeichnungen, Anmerkungen) | Höchstplatzierung, Gesamtwochen, AuszeichnungChartplatzierungen (Jahr, Titel, Album, Platzierungen, Wochen, Auszeichnungen, Anmerkungen) | Höchstplatzierung, Gesamtwochen, AuszeichnungChartplatzierungen (Jahr, Titel, Album, Platzierungen, Wochen, Auszeichnungen, Anmerkungen) | Anmerkungen                                                                         |
| Jahr | Titel Album                                   | FR | BEW | CH | Anmerkungen                                                                         |
| --- | --------------------------------------------- | --- | --- | --- | ----------------------------------------------------------------------------------- |
| 2012 | D.P.M.O. –                                    | FR160 (6 Wo.)FR | — | — | Professor Green feat. Orelsan                                                       |
| 2012 | Ne regrette rien Vengeance                    | FR157 (1 Wo.)FR | — | — | Benjamin Biolay feat. Orelsan                                                       |
| 2013 | Mon pote Itinéraire bis                       | FR185 (1 Wo.)FR | — | — | Flynt feat. Orelsan                                                                 |
| 2018 | Potentiel 3 du mat                            | FR41 Gold · (9 Wo.)FR | — | — | Erstveröffentlichung: 23. März 2018 Lefa feat. Orelsan                              |
| 2018 | Le temps 19                                   | FR58 (3 Wo.)FR | — | — | Erstveröffentlichung: 22. September 2018 MHD feat. Orelsan                          |
| 2018 | Qui dit mieux Enfant lune                     | FR24 (5 Wo.)FR | — | — | Erstveröffentlichung: 10. November 2018 Gringe feat. Orelsan, Vald & Suikon Blaz AD |
| 2018 | Déchiré Enfant lune                           | FR67 (2 Wo.)FR | — | — | Erstveröffentlichung: 10. November 2018 Gringe feat. Orelsan                        |
| 2019 | La vérité Jeannine                            | FR5 Gold · (20 Wo.)FR | — | — | Erstveröffentlichung: 3. Mai 2019 Lomepal feat. Orelsan                             |
| 2019 | À qui la faute J’rap encore                   | FR94 (1 Wo.)FR | — | — | Erstveröffentlichung: 10. Juli 2019 Kery James feat. Orelsan                        |
| 2021 | Millions –                                    | FR3 Diamant · (56 Wo.)FR | BEW45 (1 Wo.)BEW | CH74 (1 Wo.)CH | Erstveröffentlichung: 18. Juni 2021 No Limit feat. Orelsan & Ninho                  |
| 2022 | Tous les jours dimanche Zonard des étoiles    | FR133 (1 Wo.)FR | — | — | Erstveröffentlichung: 24. März 2022 Nessbeal feat. Orelsan                          |
| Folgende Lieder erschienen nicht als Single, wurden aber durch das Album zum Download und Streaming bereitgestellt und konnten somit eine Platzierung erlangen: |                                               | | | |                                                                                     |
| |                                               | | | |                                                                                     |
| 2013 | AVF Racine carrée                             | FR43 (22 Wo.)FR | BEW38 (1 Wo.)BEW | — | Charteinstieg: 31. August 2013 Stromae feat. Maître Gims & Orelsan                  |
| 2018 | La nuit c’est fait pour dormir Ceinture noire | FR83 (2 Wo.)FR | — | — | Charteinstieg: 31. März 2018 Maître Gims feat. Orelsan & H Magnum                   |
| 2019 | Toujours plus Sex In The City                 | FR13 (5 Wo.)FR | — | — | Charteinstieg: 24. August 2019 Lorenzo feat. Orelsan                                |
| 2019 | Ma Life La nuit du réveil                     | FR140 (1 Wo.)FR | — | — | Charteinstieg: 7. September 2019 Oxmo Puccino feat. Orelsan                         |
| 2022 | Peon V                                        | FR1 Gold · (14 Wo.)FR | BEW33 (1 Wo.)BEW | CH67 (1 Wo.)CH | Charteinstieg: 11. Februar 2022 Vald feat. Orelsan                                  |
| 2024 | Optimale Apocalypse                           | FR20 (3 Wo.)FR | — | — | Charteinstieg: 6. Dezember 2024 Gazo feat. Orelsan                                  |

## Auszeichnungen für Musikverkäufe
Anmerkung: Auszeichnungen in Ländern aus den Charttabellen bzw. Chartboxen sind in ebendiesen zu finden.
| Land/RegionAuszeichnungen für Musikverkäufe (Land/Region, Auszeichnungen, Verkäufe, Quellen) | Gold       | Platin       | Diamant       | Verkäufe  | Quellen         |
| -------------------------------------------------------------------------------------------- | ---------- | ------------ | ------------- | --------- | --------------- |
| Belgien (BRMA)                                                                               | 2× Gold2   | —            | —             | 20.000    | ultratop.be     |
| Frankreich (SNEP)                                                                            | 13× Gold13 | 15× Platin15 | 17× Diamant17 | 9.633.330 | snepmusique.com |
| Insgesamt                                                                                    | 15× Gold15 | 15× Platin15 | 17× Diamant17 |           |                 |

## Filmografie
- 2023: Asterix & Obelix im Reich der Mitte (Astérix et Obélix: L’Empire du Milieu)